# Peniophora rhodocarpa
Peniophora rhodocarpa är en svampart som beskrevs av Rehill & B.K. Bakshi 1965. Peniophora rhodocarpa ingår i släktet Peniophora och familjen Peniophoraceae.   Inga underarter finns listade i Catalogue of Life.